# Istmul Panama

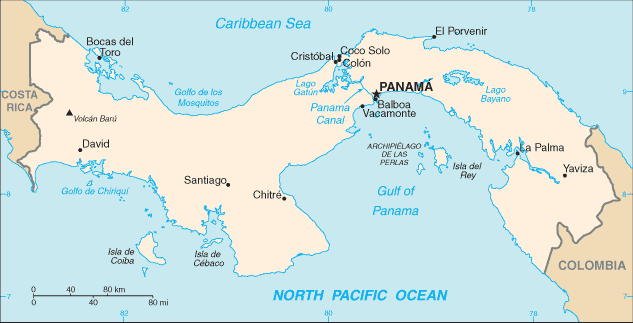
Istmul Panama

Istmul Panama este porțiunea îngustă de pământ aflată între Marea Caraibelor (parte din Oceanul Atlantic) și Oceanul Pacific, făcând legătura între continentele America de Nord și cea de Sud. El s-a format în urmă cu aproximativ 3 milioane de ani, în timpul pliocenului. Statul Panama și-a luat numele după cel al istmului. Istmul este traversat de Canalul Panama, care face astfel legătura maritimă între Atlantic și Pacific. La fel ca și alte istmuri, acesta este un loc de o importantă valoare strategică și financiară.